# Wild Bill (film, 2011)
Pour plus de détails, voir Fiche technique et Distribution.
Wild Bill est un film de gangsters britannique coécrit et réalisé par Dexter Fletcher et sorti en 2011. 

## Synopsis
À Stratford, la relation entre un père sorti de prison (Creed-Miles) et son fils de 15 ans (Poulter).

## Fiche technique
- Titre : Wild Bill
- Réalisation : Dexter Fletcher
- Scénario : Danny King et Dexter Fletcher
- Direction artistique : Murray McKeown
- Décors : Paul Harvey
- Costumes :
- Montage : Stuart Gazzard
- Musique : Christian Henson
- Photographie : George Richmond
- Son :
- Production : Tim Cole et Sam Tromans
- Sociétés de production : 20ten Media
- Sociétés de distribution :
- Pays d'origine :  Royaume-Uni
- Budget :
- Langue : Anglais
- Durée : 98 minutes
- Format : Couleurs - 35 mm - 2.35:1 -  Son Dolby numérique
- Genre : Drame et film de gangsters
- Dates de sortie :
- Royaume-Uni : 21 octobre 2011 (festival du film de Londres)
  -  Royaume-Uni/ Irlande : 23 mars 2012

## Distribution
- Charlie Creed-Miles : « Wild Bill »
- Will Poulter : Dean
- Sammy Williams : Jimmy
- Iwan Rheon : Pill
- Charlotte Spencer : Steph
- Rain Ryan : Baby George
- Marc Warren : Adam
- Peter McCabe : Roland
- Morgan Watkins : Viktoras
- Rad Kaim : Jonas
- Aaron Ishmael : Boz
- Liz White : Roxy
- Hardeep Singh Kohli : Raj
- Neil Maskell : Dickie
- Leo Gregory : Terry